# Vladoša Simčič
Vladoša Simčič, slovenska igralka, * 23. oktober 1910, Trst, † 14. februar 1990, Ljubljana.

## Življenje
Rodila se je sicer v Trstu (njen brat je bil arhitekt Branko Simčič), živela pa je v Ljubljani. V osnovno šolo je hodila v Preski pri Medvodah. Potem se je šolala v Mariboru v meščanski šoli ter postala uradnica. Leta 1938 je tri mesece študirala v Berlinu. Kasneje je spoznala režiserja Jožeta Tirana, ki je kasneje postal njen življenjski sopotnik in pomemben človek, tako za njeno poklicno življenje, kot tudi za privatno. Imela sta sina Marka in hčer Barbaro, por. Bajd.

## Delo
Nastopati je začela na Ljudskem odru v Mariboru, tam je delala z režiserjema Jožetom Babičem in Franom Žižkom, nato pa v dramskem studiu Frana Žižka. Igrala je Gjurgijo v Begovičevi predstavi Božji človek. Predstava je bila prvič uprizorjena 6. marca 1927. Predstava je za slovensko gledališče pomembna, vendar je prejela tudi nekaj kritik. Pridružila se je Ljubljanski Drami. Med drugo svetovno vojno je sodelovala pri SNG v Črnomlju, bila je ena njegovih prvih članic. Med vojno je prekinila njeno delo v osrednjem slovenskem gledališču. Po vojni je nastopala v gledališču v Trstu, ki je bilo takrat ravno obnovljeno. Zatem se je vrnila v Ljubljano, v ljubljansko Dramo, potem pa je delala v Mestno gledališče ljubljansko, ki ga je takrat vodil njen mož Jože Tiran.
Tam je po njegovi smrti, do konca igralske kariere, ostala članica Ljubljanske drame. Igrala je vloge pomembnih ženskih likov iz slovenske in tuje literature. Na primer: Pepina v delu Lojz Kraigherja Školjka, Cankarjeva Jacinta v drami Pohujšanje v dolini Šentflorjanski in Grumova Hana iz Dogodka v mestu Gogi. Z njeno uprizoritvijo Pepine je bil Kraigher tako zadovojen, da ji je dal pohvalo. V tej igri je igrala bolj zrelo kot ponavadi. Večinoma je igrala krhke, čiste in poduhovljene ženske like. Nikoli ni igrala sentimentalnih ženskih likov. Ko je začela igrati bolj zrele ženske like se je kar hitro poslovila od gledaliških odrov. Večkrat je o sebi povedala, da je bila takrat premalo ambiciozna in da bi lahko dosegla veliko več.
Manjše vloge je imela tudi pri radiu in slovenskemu filmu. Poznana je iz radijske igre Mrtvec pride po ljubico Svetlane Makarovič v vlogi Mlinarice v dialogu z Alešem Valičem. Igrala je v slovenskemu celovečernem filmu Družinski dnevnik (1961).

## Nagrade
Leta 1981 je za svoje izredne igralske dosežke prejela Borštnikov prstan.